# 唐景思
唐景思（？—957年），秦州（今甘肃省定西市）人，五代十国将领。
唐景思少年以屠狗为业，开始在前蜀投军，前蜀灭亡，他归顺后唐，任贝州行军司马。后汉乾祐年间任沿淮巡检使。后来被家奴诬告有异图，差点被杀。他持家清廉，家无余财。后周显德年间，唐景思从柴荣征南唐，屡有战功。唐景思在攻打濠州时阵亡，追赠武清军节度使。

## 延伸阅读
[在维基数据编辑]
 《舊五代史/卷124》，出自薛居正《舊五代史》
 《新五代史·卷49》，出自歐陽修《新五代史》